# Mascarat
|  | Per a altres significats, vegeu «el Mascarat». |

Els mascarats en la Germania de Mallorca foren els partidaris del rei Carles I i contraris al moviment popular. S'ha suposat que aquest nom podria venir del fet que els portals de llurs cases eren pintats amb mascara pels agermanats. De tota manera, ja l'any 1463 els contraris del rei Joan II i partidaris de la Generalitat ja rebien el nom de mascarats.